# Konkurrence- og Forbrugerstyrelsen
Konkurrence- og Forbrugerstyrelsen er en styrelse, hvis opgaver bl.a. er at håndhæve den danske konkurrencelovgivning og vejlede om almindelige forbrugerspørgsmål. Den blev etableret i Økonomi- og Erhvervsministeriet den 19. august 2010 som en fusion af Konkurrencestyrelsen (tidligere Monopoltilsynet) og Forbrugerstyrelsen. Direktør er Jakob Hald. Fra 3. oktober 2011 har den hørt under Erhvervs- og Vækstministeriet (siden november 2016 blot Erhvervsministeriet).
Styrelsen ligger i Valby og beskæftiger ca. 250.

## Historisk baggrund
Danmark vedtog i 1937 en "Lov om prisaftaler", der indledte den danske indsats mod karteller og andre former for konkurrencebegrænsning. Med den fulgte oprettelsen af Priskontrolrådet, hvortil karteller og monopoler havde tilmeldingspligt. Rådet kunne gribe ind overfor "urimelige priser". I 1949 blev nedsat en "trustkommission" med en række eksperter, der skulle belyse konkurrenceforholdene i dansk erhvervsliv. Den barslede i 1953 med en betænkning, der blev baggrund for Monopolloven, som Folketinget vedtog i 1955, hvorved Monopoltilsynet blev oprettet. Monopolloven forbød ikke konkurrencebegrænsende aftaler, men sigtede på at forhindre misbrug af dem. Monopolloven fungerede frem til 1990, hvor den blev afløst af Konkurrenceloven. Efter vedtagelsen af Fællesakten i 1986 og oprettelsen af EU's indre marked begyndte EU-Kommissionen at spille en langt mere fremtrædende rolle i overvågningen af konkurrenceforholdene i EU. Fra 1990'erne og frem begyndte man således i EU at straffe karteller langt hårdere end tidligere.
I 1997 blev ny lovgivning vedtaget, som fundamentalt ændrede de danske myndigheders tilgang til konkurrencebegrænsning. Med denne lov blev aftaler, der begrænser konkurrencen, som udgangspunkt forbudt. Baggrunden var bl.a., at en rapport fra OECD i 1993 havde kritiseret det høje danske prisniveau og konkurrenceforholdene i Danmark. Samtidig var der en stigende disharmoni mellem EU's konkurrenceregler og de tilsvarende danske. Med 1997-loven skiftede Monopoltilsynet navn til Konkurrencestyrelsen og fik en ny direktør. Styrelsen ændrede hermed fundamentalt karakter og fik en betydeligt skarpere profil end tidligere. Myndigheden har siden fået tilført nye beføjelser i arbejdet med at optrevle konkurrencebegrænsende optræden, ligesom sanktionerne for karteldeltagere gradvis er blevet skærpet, senest i forbindelse med en lovændring i 2013.